# Dericorythidae
Dericorythidae es una familia de insectos ortópteros celíferos. Se distribuye por el sur de Europa, Norte de África y Asia.

## Géneros
Según Orthoptera Species File (5.0):
- Conophyminae Mishchenko, 1952
  - Bienkoa Mishchenko, 1950
  - Conophyma Zubovski, 1898
  - Conophymacris Willemse, 1933
  - Conophymopsis Huang, 1983
  - Khayyamia Koçak, 1981
  - Plotnikovia Umnov, 1930
  - Tarbinskia Mishchenko, 1950
  - Zagrosia Descamps, 1967
- Dericorythinae Jacobson & V.L. Bianchi, 1905
  - Anamesacris Uvarov, 1934
  - Bolivaremia Morales-Agacino, 1949
  - Dericorys Serville, 1838
  - Farsinella Bei-Bienko, 1948
  - Pamphagulus Uvarov, 1929
- Iranellinae Mishchenko, 1952
  - Iranella Uvarov, 1922
  - Iraniobia Bei-Bienko, 1954
  - Iraniola Bei-Bienko, 1954